# چارلز رولز
چارلز استوارت رولز (به انگلیسی: Charles Stewart Rolls) (زاده ۲۷ آگوست ۱۸۷۷ - درگذشت ۱۲ ژوئیه ۱۹۱۰) صنعتگر، کارآفرین و مکانیک انگلیسی فعال در صنعت خودروسازی بود. وی در سال ۱۹۰۶ شرکت خودروسازی رولز-رویس را به همراه هنری رویس، تأسیس کرد.